# Ansaldo SVA
Ansaldo SVA byla rodina italských průzkumných dvouplošníků z 1. světové války. Letoun byl původně koncipován jako stíhací, avšak jeho parametry byly nedostačující pro stanovené úkoly. Jednalo se však o vynikající průzkumný letoun, který byl používán i jako lehký bombardér. Výroba letadel pokračovala i po válce a trvala až do roku 1928.

## Varianty
- SVA.1 - prototyp
- SVA.2 - série 65 kusů letadel

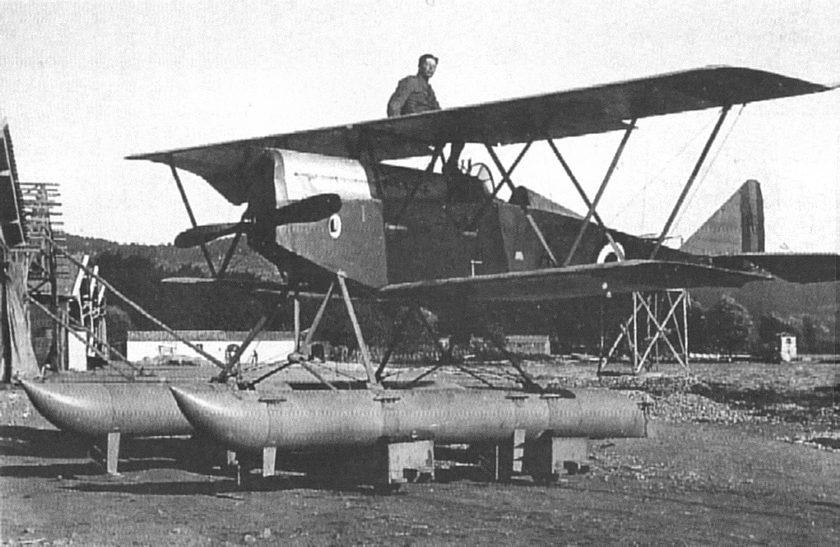
Ansaldo ISVA

- ISVA - plováková verze pro italské námořnictvo (50 ks)
- SVA.3 - stíhací varianta pro sestřelování zepelínů.
- SVA.4 - hlavní výrobní verze
- SVA.5 - konečná výrobní verze
- SVA.6 - prototyp bombardéru
- SVA.8 - prototyp
- SVA.9 - dvousedadlová neozbrojená průzkumné verze, požívaná též jako cvičný letoun
- SVA.10 - dvousedadlová ozbrojená průzkumná verze

## Specifikace (SVA.5)

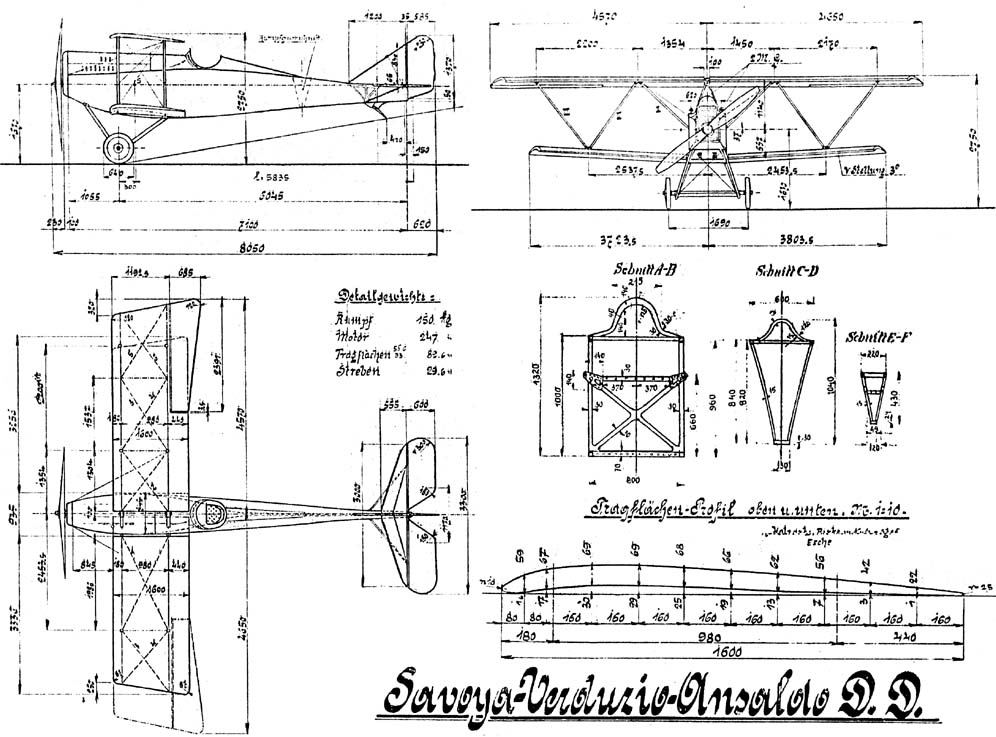
Třípohledový nákres SVA

Údaje podle

### Technické údaje
- Posádka: 1
- Délka: 8,10 m
- Rozpětí křídel: 9,10 m
- Výška: 2,65 m
- Nosná plocha: 24,2 m²
- Prázdná hmotnost: 680 kg
- Vzletová hmotnost: 1050 kg
- Pohonná jednotka: 1 × kapalinou chlazený šestiválcový řadový motor SPA 6A
- Výkon pohonné jednotky: 205–220 mechanických koňských sil (153–164 kW)

### Výkony
- Maximální rychlost: 230 km / h
- Dostup: 6000 m
- Stoupavost: 5 m/s

### Výzbroj
- 2 × synchronizovaný kulomet Vickers ráže 7,7 mm
- až 90 kg pum